# Histoire économique de l'Italie sous le régime fasciste
 (mars 2023).
Améliorez-le ou discutez des points à vérifier. 
L’histoire économique de l'Italie sous le régime fasciste se divise en plusieurs périodes, la première étant marquée par le libéralisme du ministre de l'Économie et du Budget Alberto de Stefani, en fonction de 1922 à 1925. À partir de 1926, une crise de déflation affecte le royaume d'Italie, et l'État renfloue alors de nombreuses entreprises privées. La crise économique mondiale atteint l'Italie en 1931. En dernière instance, c'est la course à l'armement et la préparation à la guerre qui, comme dans l'Allemagne nazie, permettent de réamorcer l'économie italienne. Néanmoins, au sortir de la Seconde Guerre mondiale, l'Italie demeure un pays majoritairement agraire, la politique d'industrialisation mise en œuvre par le régime fasciste n'ayant pas porté tous ses fruits. Celle-ci, en effet, s'est concentrée sur l'industrie lourde au détriment des biens de consommation, tandis que la politique d'autarcie prônée par le Grand Conseil du fascisme, à partir du milieu des années 1930 et de l'invasion de l'Abyssinie, privilégiait explicitement les besoins militaires sur les besoins civils.

## Politique sociale
Le mouvement fasciste originel affichait un programme économique ayant un fort aspect social, marqué par le syndicalisme révolutionnaire sorélien et l'ancienne appartenance de beaucoup de ses théoriciens à la gauche. Néanmoins, la volonté de Mussolini de transformer le fascisme en parti politique puis d'accéder au pouvoir en s'appuyant sur le soutien massif des élites et des milieux patronaux contraint très fortement la politique sociale (it) menée par le régime. Les projets révolutionnaires sont abandonnés et seulement réactivés de manière formelle lors de la séquence de la république de Salo.

### Protection sociale
En somme, ces politiques s'inscrivent dans la continuité de la construction de l'État social conduite sous le régime précèdent. Elles suivent aussi une tendance similaire à celle observée dans les autres grands pays européens, où la protection sociale et le développement d'assurances sociales s'étendent. Ces réformes ont donc eu un impact durable sur le développement de l'État providence en Italie ainsi que sur sa forme, et notamment le fait qu'il comprenne peu de prestations universelles.

#### Accidents du travail
Si les assurances contre les accidents du travail avaient déjà été créées et rendues obligatoires dès le XIXe siècle, Mussolini fait de cette activité un monopole public et le confie à l'INAIL, créé en 1933. Cela permet, en 1935, de rendre la couverture automatique dès l'embauche, de mener des politiques de santé publique et d'augmenter la couverture des invalides. Ces principes sont restés en vigueur jusqu'à aujourd'hui.

#### Pensions de retraite
Le régime ne réforme pas radicalement le système de retraite, qui avait été mis en place sur la base du volontariat en 1898 puis de manière obligatoire et à travers une caisse nationale en 1919. Il fait cependant le choix de développer ce système de retraite en renonçant à son ambition universelle, ne l'étendant pas à certaines catégories professionnelles. De même, si le système est placé sous la férule de l'INPS en 1933, les régimes spéciaux continuent à se multiplier. Les pensions de réversion sont instituées en 1939.

#### Assurance chômage
Alors même que le développement de l'assurance chômage est mise en avant dans la Charte du travail, le régime fasciste n'intervient que très peu dans ce domaine. Un système innovant avait déjà été mis en place en 1919. Le régime se contente de réformer les conditions d'accès, en excluant notamment les travailleurs agricoles puis réduisant la couverture apportée en 1935.

#### Politique familiale

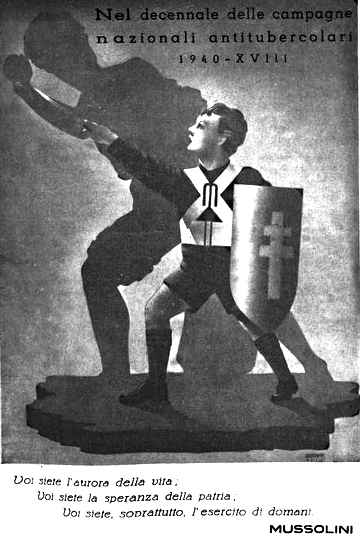
Œuvre de propagande reliant les campagnes de lutte contre la tuberculose infantile à une citation de Mussolini affirmant "Vous êtes l'aurore de la vie, l'espérance de la patrie mais, surtout, l'armée de demain".

Les allocations familiales sont créées en 1934 puis étendues les années suivantes. Des primes au mariage et à la maternité sont créées en 1939.
D'autre part, les célibataires de plus de 26 ans, à l'exception des prêtres, des chômeurs et des militaires, sont sujets à partir de 1926 à une taxe spéciale pour les inciter à se marier. De même, la carrière des fonctionnaires célibataires est défavorisée avant que le mariage devienne, en 1939, une condition obligatoire pour faire partie de la fonction publique.
L'ONMI (it) est créé en 1925 pour accompagner les femmes enceintes et les jeunes enfants. Elle apporte des soutiens financiers, cherche à favoriser l'hygiène et diffuse des informations sur la puériculture. Elle prend aussi en charge les enfants abandonnés et les filles-mères.
En contrepartie, la répression de l'avortement, classé comme « délit contre l’intégrité et la santé de la race », est renforcée.
La jeunesse est encadrée par le parti et le régime crée à son endroit des colonies de vacances et des centres sportifs.

#### Assistance sociale
Des politiques consistant à pallier la pauvreté en offrant des prestations en nature sont menées au niveau local par des organes du parti puis regroupées au sein de l'ECA (it) en 1937.

#### Santé
Le système de santé italien souffrait d'un éclatement entre plus de 30 000 organismes indépendants, souvent opaques et de faible dimension. Si Mussolini affiche à son arrivée au pouvoir l'ambition de rationaliser et harmoniser ce dispositif, objectif déjà identifié par les gouvernements précédents, cette politique ne fut finalement pas mise en œuvre. En effet, le régime fasciste entame un rapprochement avec l'Église catholique, qui intervient massivement en la matière, officialisé par les accords de Latran.
Le régime ne réalise pas de réforme structurelle en matière de santé. Seul un début d'intervention dans le domaine des mutuelles débouche tardivement sur a création de l'INAM (it) en 1943.
Le régime mettra en revanche en avant ses campagnes de lutte contre la tuberculose.

### Droit du travail et passage à un système corporatif
La doctrine du régime en la matière se cristallise dans la Charte du travail de 1927, rédigée en grande partie par Giuseppe Bottai, le sous-secrétaire d'État aux corporations. Celle ci est présentée comme une version optimisée de la Charte du Carnaro, texte rédigé par le syndicaliste révolutionnaire Alceste de Ambris lors de l'aventure de Fiume, épisode mythique du narratif fasciste. Pourtant, cette nouvelle charte ne reprend pas les aspects révolutionnaires et libertaires du texte de 1920 et n'en retient que les projets corporatifs. Le système corporatif qui en est issu est présenté comme un moyen de remplacer la lutte des classes par la coopération de classe. Il prive cependant en pratique les travailleurs de moyen de faire valoir des revendications tandis que le régime cogère le monde du travail avec les représentants du patronat.
L'État s'attaque ainsi au droit du travail et aux syndicats. Le 2 octobre 1925, le Pacte Vidoni, signé par la Confindustria et les représentants du régime fasciste, abolit les syndicats des travailleurs les remplaçant par ceux contrôlés par le fascisme. En 1926, les grèves sont déclarées hors la loi et les travailleurs non inscrits au parti fasciste ne peuvent être embauchés. Le Grand Conseil du fascisme promulgue en avril 1927 la Charte du travail. L'article 7 de cette Charte réaffirme l'efficacité de l'initiative privée, l’État ne devant intervenir qu'en cas de déficience de celle-ci (art. 9). La Charte remplace les syndicats par des corporations, censées dépasser la lutte de classe. La Charte entraine également une réduction des salaires de 20 % pour 2 millions de travailleurs. Le Conseil national des Corporations est créé en 1930. La loi de 1934 sur les corporations stipule que les délégués des travailleurs seront nommés, et non élus. À côté de ces responsables nommés par l'État, les corporations accueillent des représentants des directeurs d'entreprise.
En matière de temps de travail, la journée de 8 heures est adoptée en 1923. Le régime réduit ensuite le temps de travail hebdomadaire à 40 heures en 1934 mais il s'agit en fait d'une tentative de lutter contre le chômage, qui oscille entre 11 et 15% du fait de la crise. En outre, cette réduction du temps de travail hebdomadaire s'accompagne d'une nette baisse des salaires. La semaine de 40 heures est suspendue en 1936 pour faire face à l'effort de guerre, rétablie en 1937 puis à nouveau abolie en novembre 1939 avec la mise en place d'une semaine de 48 heures afin d'augmenter la production dans le contexte du second conflit mondial.
L'Œuvre nationale du temps libre (OND) est créée par le régime en 1925 pour encadrer les loisirs des travailleurs. Si cette démarche est présentée comme une politique sociale et fait l'objet d'une propagande massive, il s'agit également d'assurer le contrôle social de la population et de se substituer à des organisations extérieures voire opposées au régime.

### Sous la République de Salo (1943 - 1945)
En 1943, Mussolini a perdu le soutien des élites italiennes, causant sa chute. De retour au pouvoir dans le nord de la péninsule, il tente donc de susciter l'adhésion populaire à son régime en renouant avec les accents révolutionnaires du premier fascisme.
Cette doctrine est illustrée par le Manifeste de Vérone de 1943, texte programmatique dont la rédaction a été en grande partie assurée par Nicola Bombacci, ancien fondateur du parti communiste italien rallié au fascisme. La socialisation de l'économie est revendiquée à travers la participation des travailleurs aux bénéfices et à la gestion des entreprises tandis que l'État est supposé jouer un plus grand rôle dans l'économie via des nationalisations.
Ces projets ne sont cependant guère concrétisés, le régime n'ayant qu'une durée de vie de vingt mois, son contrôle sur le territoire étant très mal assuré et l'Allemagne nazie assurant de fait une forme de tutelle.

## Évolution des politiques économiques

### 1922 - 1925: Des mesures libérales
Sur le plan économique, le fascisme poursuit, sous la direction du ministre de l'économie Alberto De Stefani (1922-1925), une politique d'inspiration libérale. Il devient plus interventionniste à partir de 1926, sans opérer toutefois de véritable nationalisation[réf. nécessaire].
Le 20 septembre 1922, Mussolini déclare : « Il faut en finir avec l'État ferroviaire, avec l'État postier, avec l'État assureur. ». Le 18 mars 1923, il ajoute : « Je pense que l'État doit renoncer à ses fonctions économiques et surtout à celles qui s'exercent par des monopoles, parce qu'en cette matière l'Etat est incompétent. ». L'État fasciste transfère ainsi au privé plusieurs monopoles : celui sur les allumettes est cédé à un Consortium des fabricants d'allumettes ; en 1925, l'État se désengage du secteur des téléphones, et renonce aussi à l'exécution de certains travaux publics.
Une loi de 1912 avait créé un Institut d'État pour les assurances, institut qui devait obtenir le monopole au bout de dix ans. Mais Mussolini transfère l'assurance-vie aux assureurs privés par la loi du 19 avril 1923. Les municipalités socialistes s'étaient engagées dans l'économie ; Mussolini ordonne qu'on « ralentisse le rythme de la municipalisation » . À Pola, Turin, etc., les podestà (instances nommées qui ont remplacé les maires élus en 1925) transfèrent au privé des régies prospères. L'Unione Radiofonica Italiana (URI) est fondée en 1924 par des entrepreneurs privés et une partie du groupe Marconi. L'État lui accorde le monopole des diffusions radiophoniques. Après la guerre, l'URI deviendra la RAI.
Alberto de Stefani accorde aussi un grand nombre d'exonérations fiscales. Le gouvernement supprime le 10 novembre 1922 les titres nominatifs, c'est-à-dire l'obligation d'enregistrer les valeurs, qui rendait plus difficile l'évasion fiscale vis-à-vis de l'impôt sur le revenu. La commission d'enquête sur les « bénéfices de guerre » (c'est-à-dire sur les « profiteurs » de la guerre) est dissoute par un décret du 19 novembre 1922. La loi du 20 août 1923 abolit l'impôt sur l'héritage à l'intérieur du cercle familial.
Qualifié de stupidissimo par Stefani, l'impôt sur le capital, créé en 1920, est vidé de sa substance, au moyen de rachats partiels et d'arrangements à l'amiable avec le fisc. La loi de février 1925 supprime l'impôt complémentaire sur les valeurs mobilières. Le décret-loi du 23 juin 1927 institue des dégrèvements fiscaux afin de favoriser les fusions de sociétés anonymes. L'impôt de 10 % sur le capital investi dans la banque et l'industrie est aboli ; l'impôt sur les administrateurs et directeurs de sociétés anonymes est réduit de moitié ; le capital étranger est exonéré de tout impôt ; enfin, l'impôt sur les articles de luxe est aboli. Le prêtre Luigi Sturzo, membre du Parti populaire italien et en exil à Londres, écrit alors : « La finance fasciste favorise la richesse capitaliste. » 

### Les restrictions par rapport à l'ouverture de nouvelles industries
(février 2024).

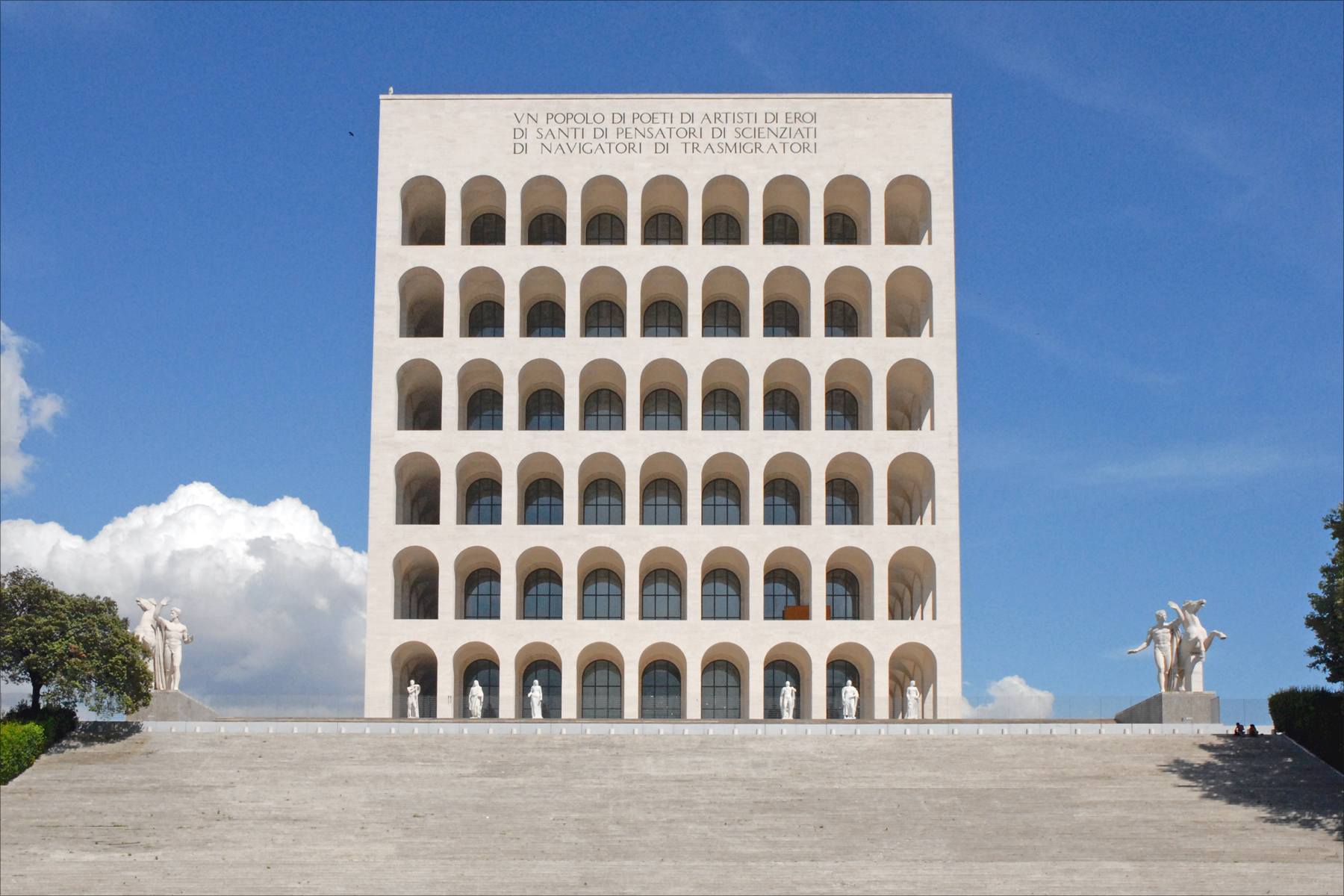
Quartier de l'EUR - Rome.

Par ailleurs, l'État fasciste interdit ou restreint fortement l'ouverture de nouvelles industries. Cette limitation de la concurrence permet aux entreprises en position de dominance de relever artificiellement leurs prix. Ainsi, le décret du 11 mars 1926 permet au ministre des Finances d'interdire aux tribunaux la transcription des actes de société en voie de formation, dont le capital excèderait 5 millions de lires, ou des actes tendant à l'augmentation du capital dès que cette augmentation porterait celui-ci à une somme supérieure à 5 millions. Le décret-loi du 3 novembre 1927 soumet l'ouverture dans les villes d'établissements industriels à une autorisation préalable du gouvernement. Ce régime d'autorisation préalable est étendu aux entreprises travaillant pour la défense nationale, par le décret-loi du 18 novembre 1929 . Ce régime est une nouvelle fois étendu, aux nouveaux chantiers de constructions navales, aux entreprises de transport, etc., par le décret-loi du 18 juillet 1930 . Ces diverses obligations sont généralisées par le décret-loi du 12 juin 1932 sur les consortiums obligatoires, et par la loi du 12 janvier 1933 . Plusieurs décrets-lois régissent la constitution de consortiums obligatoires (décret-loi du 31 décembre 1931, du 12 juin 1932, du 16 juin 1932 ...
Par ailleurs, l'affaire Sinclair en 1924, du nom d'une compagnie pétrolière américaine, et dénoncée par l'opposition (en particulier Giacomo Matteotti et Luigi Sturzo), conduit finalement à la création, par un décret de 1926, de l'Agip, société par actions détenue à 60 % par le Trésor, à 20 % par l’Istituto Nazionale delle Assicurazioni (INA, « Institut national des assurances ») et à 20 % par l’Istituto Nazionale per la Previdenza Sociale (INPS, « Institut national pour la prévoyance sociale », organisme de sécurité sociale). L'Agip est dirigée par Ettore Conti, un entrepreneur issu de l'industrie électrique.
Les banques sont soumises à des contrôles éventuels de la Banque d'Italie, par les décrets-lois des 7 septembre et 6 novembre 1926. La loi du 10 février 1927 regroupe et unifie les caisses d'épargne en fédérations provinciales et régionales, placées sous la tutelle de l'État .

### La crise de déflation de 1926 et la fin des années 1920
En outre, l’État renfloue parfois les trusts ou entreprises déficitaires (ainsi, le premier geste de Mussolini est d'accorder 400 millions de lires de subventions au trust métallurgique Ansaldo). Le gouvernement crée en 1924 un organisme chargé de liquider, aux frais de l’État, banques et industries en faillite. Le Banco di Roma, le Banco di Napoli, le Banco di Sicilia, etc. fragilisés par la crise de déflation à partir de fin 1926, sont renfloués par l'État .
Lors d'un discours à Pesaro, le 18 août 1926, Mussolini annonce la « bataille pour la lire ». Il ordonne une réévaluation de la lire italienne, instaurant un taux d'échange lié à la livre sterling de 92,46 lires pour une livre sterling (donnant le nom de quota 90). Pour l'historien Peter Neville, il s'agissait alors d'une décision politique, davantage qu'une décision informée par des considérations économiques. Le Ministre des Finances Giuseppe Volpi, successeur d'Alberto de Stefani, considérait ainsi que la lire était surévaluée, préférant adopter un taux de change de 120 ou 125 lires contre la livre. Cette réévaluation favorisa de nombreuses fusions en 1928 et 1929. En 1932, 88 % des entreprises (144 firmes) contrôlaient 51,7 % du capital.
Dans le même temps, la surévaluation de la lire a entraîné une baisse des prix, compensée par une baisse des salaires en 1927 et conduisant ainsi à une baisse du pouvoir d'achat. Le chômage augmenta aussi, en particulier dans le sud agricole.
Mussolini lance de nombreuses autres « batailles » et un certain nombre de grands travaux publics, dans un objectif prioritaire de propagande. Il proclame ainsi la « bataille du grain » en 1925, augmentant les droits de douane afin de tenter de stimuler la production agricole italienne et de rééquilibrer la balance du commerce. Selon l'historien Denis Mack Smith, ce programme échoua globalement, et favorisa davantage les propriétaires latifundiaires que les petits paysans et les consommateurs. En 1928, il proclame la « bataille pour la terre », dont la vitrine demeure l'assèchement des Marais pontins près de Rome, qui sont mis en culture. Les réformes n'affectèrent toutefois pas le sud, marqué par la grande propriété latifundiaire. Aucune réforme agraire, c'est-à-dire redistribution des terres, n'eût lieu : l'objectif était davantage de favoriser les grands propriétaires et la modernisation de l'agriculture que de soutenir les petits paysans. Alors que 80 000 hectares ont été mis en culture dans le cadre de ce programme, la propagande prétendait qu'il s'agissait d'un million six cent mille hectares.
Par ailleurs, il lance en 1927 la « bataille des naissances », visant à stimuler le taux de natalité, en rendant plus facile les prêts pour les familles nombreuses, et exonérant d'impôt les pères de famille de plus de six enfants. À l'inverse, les célibataires étaient davantage imposés que les couples mariés.
D'octobre 1922 à juin 1934, l’État engage des dépenses de travaux publics de l'ordre de 43 milliards de lires (non compris les travaux concernant les chemins de fer) . Sur ces dépenses, plus de 28 milliards ont été effectivement payées. Néanmoins, leur intérêt est douteux : les chemins de fer sont en déficit constant (900 millions de lires en avril 1935), mais on continue à construire des lignes nouvelles ; le commerce extérieur décline, mais des fonds importants sont consacrés à l'aménagement des ports de Gênes, Trieste et Venise ; on construit des paquebots de luxe, ainsi que de nombreuses autoroutes (544 kilomètres construits au 30 juin 1934), bien que la circulation automobile soit encore cinq fois inférieure à la France, et que les péages élevés en écartent la plupart des automobilistes. Un demi-milliard de lires est consacré à l'embellissement de Rome, la « ville éternelle » ; on construit le ministère de l'Air.

### La Grande Dépression de 1931
(février 2024).
Lorsque la crise économique mondiale atteint l'Italie, en 1931, l’État se porte aux secours des banques d'affaires telles que le Banco di Milano, le Credito Italiano et la Banca commerciale . L'État créé ainsi trois instituts autonomes subventionnés par le Trésor, qualifiés par Mussolini de « maisons de convalescence » dont l'État « paie les frais de séjour » . La Sofindit (Société pour le financement de l'industrie italienne) est ainsi créée en octobre 1931, avec un capital de 500 millions de lires, majoritairement versé par l'État. La Sofindit rachète, avec 4 milliards de lires obtenues grâce à des émissions dans le public garanties par l'État, les actions industrielles détenues par la Banca commerciale et autres établissements défaillants. En novembre 1931, l’État créé l'Institut mobilier italien (Imi), au capital de 500 millions de lires fournies par l'État . L'Imi émet pour cinq milliards et demi de lires d'obligations, garanties par l'État et remboursables en dix ans. Ces capitaux sont prêtés à l'industrie privée à long terme. Enfin, l'Institut de reconstruction industrielle (Iri) est créé en janvier 1933. Celui-ci renfloue la Société hydroélectrique piémontaise, dont le passif dépassait 600 millions de lires fin 1933 et dont les titres étaient tombés de 250 à 20 lires. Déjà renfloué après la Marche sur Rome, le trust Ansaldo est à nouveau reconstitué en septembre 1934, doté d'une autorisation à émettre des obligations avec garantie de l’État . En juin 1937, l'Iri créé la Société financière sidérurgique, au capital de 900 millions de lires, avec une participation des trusts Ilva, Terni, Dalmine, etc. L'Iri prend aussi le contrôle d'Alfa Romeo, et oriente l'activité de l'entreprise vers les poids lourds, les autobus et les moteurs d'avion. Dans le secteur des télécommunications, l'Iri créé en 1933 la STET, institution financière qui a des parts dans diverses sociétés (la Sirti basée à Milan, etc.).
Mais bien que l’État ait pris en charge la majorité des actions de ces entreprises, il se refuse à toute nationalisation. Il baptise la Banca commerciale, le Credito Italiano et le Banco di Roma, dont il est devenu un actionnaire important depuis 1931, « banques de droit public » : leurs actions doivent être nominatives et possédées exclusivement par des citoyens italiens. La Banque d'Italie n'est pas davantage nationalisée, mais proclamée « institut de droit public » : ses actions doivent être nominatives, et possédées seulement par des instituts semi-étatiques ou des « banques de droit public », qui demeurent des établissements privés.

### Le tournant vers l'autarcie (1935 -1943)
(février 2024).
Après l'invasion de l'Abyssinie en 1935, l’État fasciste impulsa une politique économique autarcique. Cela mena à une hausse inquiétante de la dette publique et à un ralentissement de l'activité économique. À partir de 1934, l'État délaisse les grands travaux publics au profit de la course à l'armement. L'indice de la production industrielle passe de 75 en 1934 (indice 100 en 1928) à 105 en avril 1935, augmentation qui se manifeste presque uniquement dans l'industrie lourde.
La guerre d’Éthiopie est coûteuse. En 1938, le Ministre des Finances Thaon di Revel avoue que le gouvernement a consacré 36 milliards de lires à des « dépenses extraordinaires » entre le 1er juillet 1934 et le 31 mars 1938. Pour éviter l'inflation, l’État ne fait pas tant marcher la planche à billets, préférant émettre des bons du Trésor (10 milliards et demi de bons du Trésor à échéance d'un an en 1934). Il règle une grande partie des commandes faites à l'industrie lourde ou pour les grands travaux par des « promesses de paiement » . En 1933, le rapport de la Commission du budget affirme : « L'assainissement du budget est retardé par l'inscription de fortes dépenses à paiement différé ; l’État paie à tempérament, en employant l'une des pires créations de l'esprit inflationniste américain. » .
À la fin de 1935, l’État soumet les demandes de retraits de fonds dans les caisses d'épargne et les banques à des restrictions sévères. En outre, la fuite des capitaux à l'étranger et les sorties d'or augmentent dramatiquement, et réduisent l'encaisse de la Banque d'Italie qui s'effondre passant de 12 106 millions de lires au 1er janvier 1928 à 7 105 millions de lires fin février 1934 et finissant à 3 394 millions au 31 décembre 1935. Le déficit de la balance commerciale s'élève, en 1934, à 2,5 milliards de lires.
L’État tente alors d'interdire la fuite des capitaux, instaurant un contrôle rigoureux sur les titres étrangers détenus par les Italiens (décrets-loi du 27 mai 1934). Un décret du 8 décembre 1934 subordonne les exportations à l'obligation de la cession préalable à l’État des devises obtenues en paiement de ces exportations. Les titres étrangers détenus par les Italiens sont rachetés par des organismes publics, en échange de bons du Trésor. Un décret du 8 octobre 1935 interdit d'emporter hors d'Italie plus de 2 000 lires. Malgré tous ces efforts, la dépréciation de la lire continue, et le 5 octobre 1936, Mussolini, qui avait juré lors de la « bataille de la lire » de défendre sa valeur « jusqu'à la dernière goutte de son sang », dévalue celle-ci à 41 % de sa valeur de 1927, ce qui échoue néanmoins à enrayer la dépréciation réelle de la monnaie.
Par ailleurs, l’État soumet toute importation de produits étrangers à l'obtention d'une licence délivrée par l’État (décret du 18 février 1935). L'importation de produits destinés à la guerre est systématiquement favorisée par l’État. Ce dernier dénonce les accords commerciaux avec d'autres États, conclus sur la base de la « clause de la nation la plus favorisée », et leur substitue le système des « échanges compensés » : il s'efforce de n'acheter à un pays qu'autant qu'il peut lui vendre. En août 1935, l'État s'accorde le monopole des importations de matière première (charbon, cuivre, étain, fer, nickel, coton, laine, carburants, etc.). Un sous-secrétariat d’État pour les échanges avec l'étranger est créé début 1936. Enfin, le 2 mars 1937, le Grand conseil fasciste décide « la réalisation maxima de l'autarcie en ce qui concerne les besoins militaires et le sacrifice total, si nécessaire, des besoins civils aux besoins militaires ». Le 11 octobre 1937, le Comité corporatif central, composé de représentants des 22 corporations, se transforme en « commission suprême de l'autarcie », dotée de larges pouvoirs[précision nécessaire].
Pour mettre en œuvre cette autarcie, l’État subventionne une industrie d'ersatz. Aidée par l'État, l'Azienda nazionale idrogenazione combustibili est fondée pour produire un carburant national synthétique. Trois usines sont construites pour extraire de l'essence synthétique des bitumes albanais, des lignites de Toscane et des schistes bitumineux et asphaltiques de Sicile. Mais l'Italie ne peut se passer du monde extérieur pour les matières premières. En 1938, elle ne produit que 10 % de sa consommation en charbon. Elle dépend aussi à 50 % des puissances occidentales pour les matières premières utilisées par la sidérurgie. L'Italie doit aussi importer du blé, le déficit étant estimé à 10 à 20 millions de quintaux en 1938. La balance commerciale, déficitaire de 2,5 milliards de lires en 1934, l'est de 6 milliards en 1937.

## Bilan
(février 2024).
Sur le plan social, le pouvoir d'achat chute significativement au cours de l'histoire du régime fasciste. Cela s'explique par la politique de surévaluation de la lire poursuivie jusqu'en 1936 mais aussi par la baisse générale des salaires, qui est particulièrement marquée pour les ouvriers (leur salaire connaissant une baisse moyenne de 16% entre 1921 et 1939). Les inégalités entre les classes sociales ainsi qu'entre le nord et le sud du pays se creusent. La politique familiale échoue à redresser la natalité, bien que la mortalité infantile connaisse une forte baisse. En revanche, le régime contribue effectivement au développement de l'État social italien et la couverture par des assurances sociales continue de s'étendre au cours de la période.
Sur le plan économique, la croissance italienne est relativement faible. Elle est de 1,9% en moyenne entre 1921 et 1939 contre 2,5% pour l'ensemble de l'Europe Occidentale. Les tentatives d'aboutir à l'autarcie sont des échecs. Les fruits des grands travaux publics ainsi la création de l'IRI seront cependant des atouts pour le développement économique d'après guerre. Ladite bataille du blé a un effet notable sur la hausse de l'urbanisation par l'exode rural bien que ce n'était pas son but (le régime entendant au contraire valoriser par là la paysannerie et les valeurs de la ruralité) et qu'elle échoue à garantir à l'Italie l'autosuffisance alimentaire.
Enfin, les finances publiques se retrouvent dans une situation très préoccupante, tant en termes de déficit que de dette publique.
La situation économique difficile ainsi atteinte à la veille de la guerre peut contribuer expliquer les tentatives du Duce de rechercher d'abord la non belligérance, et par la suite la faiblesse italienne lors du conflit.